# Cadavere non identificato
Cadavere non identificato (Black Notice) è un romanzo della serie di Kay Scarpetta, scritto da Patricia Cornwell e pubblicato nel 1999. In Italia è stato pubblicato da Arnoldo Mondadori Editore nel 2000.

## Trama
Il libro narra le vicende di Kay Scarpetta che viene coinvolta in un caso molto complicato che si delinea dopo il ritrovamento di un cadavere all'interno di un container. Kay sarà coinvolta in un'indagine internazionale che li porterà sulle tracce di un assassino dalle caratteristiche bestiali che si fa chiamare le Loup-Garou (il lupo mannaro). Costui si renderà poi responsabile dell'omicidio di altre due donne a Richmond: Kim Luong, una commessa di origini asiatiche e Diane Bray, una donna molto ambiziosa e arrogante, da poco nominata nuovo vicecomandante di polizia. Kay riuscirà, anche grazie all'aiuto dell'interpol, a dare finalmente un nome e un'identità all'assassino: Jean Baptiste Chandonne, un uomo affetto da ipertricosi e figlio di un potente boss mafioso parigino.

## Sequel
La trama di Cadavere non identificato subisce degli sviluppi nel libro L'ultimo distretto.

## Edizioni in italiano
- Patricia Daniels Cornwell, Cadavere non identificato, traduzione di Annamaria Biavasco, Mondadori, Milano 1999 ISBN 88-04-47298-7
- Patricia Daniels Cornwell, Cadavere non identificato, Mondolibri, Milano 2000
- Patricia Daniels Cornwell, Cadavere non identificato traduzione di Annamaria Biavasco, Oscar Mondadori, Milano 2001 ISBN 978-88-04-49112-5
- Patricia Daniels Cornwell, Cadavere non identificato, Donna moderna, Milano 2006
- Patricia Daniels Cornwell, Cadavere non identificato, legge: Damele, Giulio, Centro Internazionale del Libro parlato, Feltre 2010
- Patricia Daniels Cornwell, Cadavere non identificato, traduzione di Annamaria Biavasco, Mondadori, Milano 2014 ISBN 978-88-04-64554-2